# Alfonso de Borbón y Borbón
Alfonso de Borbón y Borbón, španski plemič, * 15. november 1866, Madrid, † 28. april 1934, Madrid.
Pra-pravnuk Karla III. Španskega je znan zlasti po tem, da je imel 88 imen, kar kot rekord priznava med drugum Guinnessova knjiga rekordov. Leta 1929 se je poročil izpod svojega stanu z Julio Méndez y Morales, zaradi česar je bil izključen iz linije nasledstva španskega prestola.

## Življenjepis
Rodil se je kot četrti otrok infanta Sebastijana de Borbón y Bragança in infante Marije Kristine de Borbón y Borbón, a mu ob rojstvu ni bil dodeljen naziv »infante«. Njegovo zgodnje življenje je zaznamovalo burno politično dogajanje; med revolucijo leta 1868 je morala njegova družina v izgnanstvo, naselili so se v francoskem mestu Biarritz. V domovino so se vrnili leta 1875, ko je njegov bratranec, kralj Alfonz XII. znova prevzel oblast.
Nekaj mesecev pred vrnitvijo je umrl njegov oče, zato je skrbništvo nad Alfonsom s sorojenci prevzel Alfonz XII. in jih poslal na šolanje v prestižni Theresianum na Dunaju. Po končanem šolanju mu je kraljica regentka ponudila vojvodski staž, ki pa ga je zavrnil, saj je menil, da bi zmanjšal pomen njegove plemiške linije in zasenčil ime Borbón. Sprejet je bil kot vitez novinec v red Alcántare, postal pa je tudi vitez portugalskih redov Kristusa in Svetega Benedikta Aviškega. Med vidnejšimi funkcijami je bilo predsedovanje španskemu Rdečemu križu.
Leta 1929 se je v San Sebastián poročil z Julio Méndez Morales, vendar se je zakon končal z ločitvijo ob nastanku Druge španske republike. Leta 1933 mu je karlistični pretendent Alfonz Karel I. podelil staž Bourbonskega princa in naziv alteza (»visočanstvo«). Leto kasneje je Alfonso de Borbón y Borbón umrl brez potomcev in bil pokopan na pokopališču sv. Izidorja v Madridu.